# Арктичний вірус сказу
Арктичний вірус сказу — різновид вірусів, що провокують сказ. Охоплює арктичні регіони США (Аляска), Канади, Гренландії, Ісландії, Фінляндії, Швеції, Норвегії та Росії. Основним носієм є полярна лисиця.
Належить до родини Rhabdoviridae та роду Lyssavirus. Представляє один із чотирьох генотипів вірусу сказу, кожен з яких адаптується до різних хазяїв, у тому числі травоїдних і комахоїдних кажанів та полярних лисиць.
На території Фінляндії завдяки вакцинації розповсюдження арктичного вірусу сказу було зупинено.

## Характеристика
Розповсюджений в арктичних регіонах, філогенетично споріднений з вірусом сказу, що поширений в Індії. Індійський вірус сказу відноситься до арктичної гілки, що сформувалася протягом останніх двохсот років; протягом цього ж періоду відбувалося заселення арктичного регіону спорідненими мікроорганізмами з території Канади.

## Історія відкриття
Вперше прояви захворювання, подібного до сказу, на території Арктики були зафіксовані у 1859 в Гренландії. У 1867 прояви захворювання були зафіксовані в арктичних регіонах Канади, у 1886 — у Швеції, у 1887 — на Алясці. У 1916 було встановлено, що симптоми захворювання, які спостерігалися серед їздових собак, є аналогічними симптомам, виявленим у полярних лисиць. У 1945—47 було вперше виявлено вірус, який є збудником цього захворювання. У 1954—56 вірус було виявлено в СРСР — на території Ямало-Ненецького автономного округу. У 1959 вірус виявлений у Гренландії.
Значно пізніше, у 1980-х вірус зафіксували в Норвегії — на території островів Шпіцберген — та на Кольському півострові Росії.

## Патогенез
Інкубаційний період, згідно з лабораторними даними, триває від восьми днів до півроку. Під час клінічних проявів кардинально змінюється поведінка тварин — вони втрачають почуття страху та стають агресивними, спостерігаються також кардинальні порушення діяльності мозку. Кінцевими стадіями захворювання є параліч та смерть — нею закінчуються всі прояви сказу. Клінічно встановлено, що смерть настає через день або два після початку прояву симптомів.
Серед людей також мали місце випадки зараження та ризику зараження арктичним вірусом сказу. Однак люди здебільшого контактували не з лисицями, а із зараженими собаками, внаслідок чого ризик передачі вірусу людині знижувався. Тому існувала думка, згідно з якою людина менш вразлива по відношенню до арктичного вірусу сказу. Ще одним поясненням цього слугує природний імунітет до сказу в інуїтів.

## Епідеміологія
Зручними для вірусу носіями є полярні лисиці — серед них спостерігаються міграції на довгі дистанції, що є одним із факторів розповсюдження вірусу сказу. При цьому, однак, вони мають низьку густоту популяції. Найсприятливіший період для розповсюдження вірусу — осінь, коли полярні лисиці починають мігрувати, до того ж перед початком осені серед полярних лисиць спостерігаються найбільші показники густоти популяції. Сприятливими для розповсюдження вірусу є також періоди спарювання у полярних лисиць. Серед дослідників не до кінця вирішеним залишається питання розповсюдження вірусу в періоди низької густоти популяцій полярних лисиць. Серед можливих причин вказуються довготривалі інкубаційний та період екскреції вірусу, а також властивості морозного повітря, що дають можливість вірусу «консервуватися» в ньому та, як наслідок, дистанційно передаватися представникам тієї чи іншої популяції полярних лисиць.
Іншими переносниками захворювання виступають північний олень, нерпа, сірий тюлень, білий ведмідь, вовк, єнот уссурійський та лисиця звичайна; на відміну від двох останніх, вірус вражає їх лише періодично. Єнот уссурійський і лисиця звичайна разом з полярними лисицями є активними переносниками арктичного вірусу сказу.

## Контроль
Контролювання рівня захворюваності на сказ полягає в максимальному зменшенні рівня захворюваності на окремих територіях та зупиненні процесу розповсюдження вірусу. В арктичних широтах здійснення таких заходів ускладнюється багатьма чинниками, серед яких значні обсяги території та відсутність інфраструктури.
Сучасні вакцини, які застосовуються для боротьби з вірусом сказу, не надто ефективні в умовах Арктики. Для боротьби з розповсюдженням захворювання застосовується метод орального вакцинування. Він полягає в тому, що вакцину непомітно дають тваринам разом з їжею, яку використовують як приманку. Такий метод, незважаючи на малу ефективність загалом, добре зарекомендував себе у Фінляндії, Канаді та на Алясці.